# Goran Kuzminac & Stefano Raffaelli Jazz Quartet
Goran Kuzminac & Stefano Raffaelli Jazz Quartet è l'ultimo album del cantante italiano Goran Kuzminac prima della sua morte, pubblicato nel 2014. 
 L'album contiene dieci brani arrangiati da Stefano Raffaelli (pianoforte) con Walter Civettini (tromba, fluegelhorn), Flavio Zanon (doublebass) e Carlo A. Canevali (batteria).

## Tracce
1. Lo chiamavamo jazz – 3:51
2. Mercante di niente – 4:55
3. Per nessuno – 4:14
4. Il respiro degli amanti – 4:39
5. Swing – 4:40
6. Il barone rosso – 6:17
7. Carmen del passo lungo – 4:56
8. Ogni volta che mi tocchi – 4:12
9. Fragole e pugnali – 4:00
10. Corro come nuvola – 5:10